# Veturitie
Veturitie (en français : route des locomotives) est une rue du quartier de Pasila à Helsinki en Finlande.

## Présentation
La rue part de Nordenskiöldinkatu où elle  bifurque dans deux directions.
La branche orientale est le prolongement de Vauhtitie. 
Puis sur le côté droit de la Veturitie se trouve une maison appelée Toralinna.
Après l'intersection, la Veturitie devient une route à quatre voies.
Les voies extérieures continuent au même niveau, mais les voies centrales passent sous le tunnel du rond-point de Keski-Pasila.
L'ensemble de Veturitie passe sous le pont Pasilansilta et dans le tunnel du centre commercial Tripla.
Au nord de Tripla, à l'est de Veturitie, se trouve la gare auto-train de Pasila (fi), après quoi Pasilankatu se termine dans  Veturitie.
Après l'intersection de Pasilankatu, Veturitie passe sur la voie ferrée côtière, passe devant l'Hartwall Arena et passe sous Hakamäentie.
Ensuite, c'est une longue ligne assez droite. 
Puis, sur le côté gauche de la rue se trouve le dépôt d'Ilmala (fi) et sur le côté droit se trouve le dépôt de bus d'Ilmala utilisé par Pohjolan Liikenne.
Veturitie se termine à l'intersection de Metsäläntie et Asesepäntie, où elle est prolongée par la rue Rajametsäntie.

## Lieux et monuments
- Toralinna (fi)
- Centre commercial Tripla
- gare auto-train de Pasila (fi)
- Hartwall Arena
- Dépôt d'Ilmala (fi)
- Tunnel de Teollisuuskatu (fi)

## Galerie

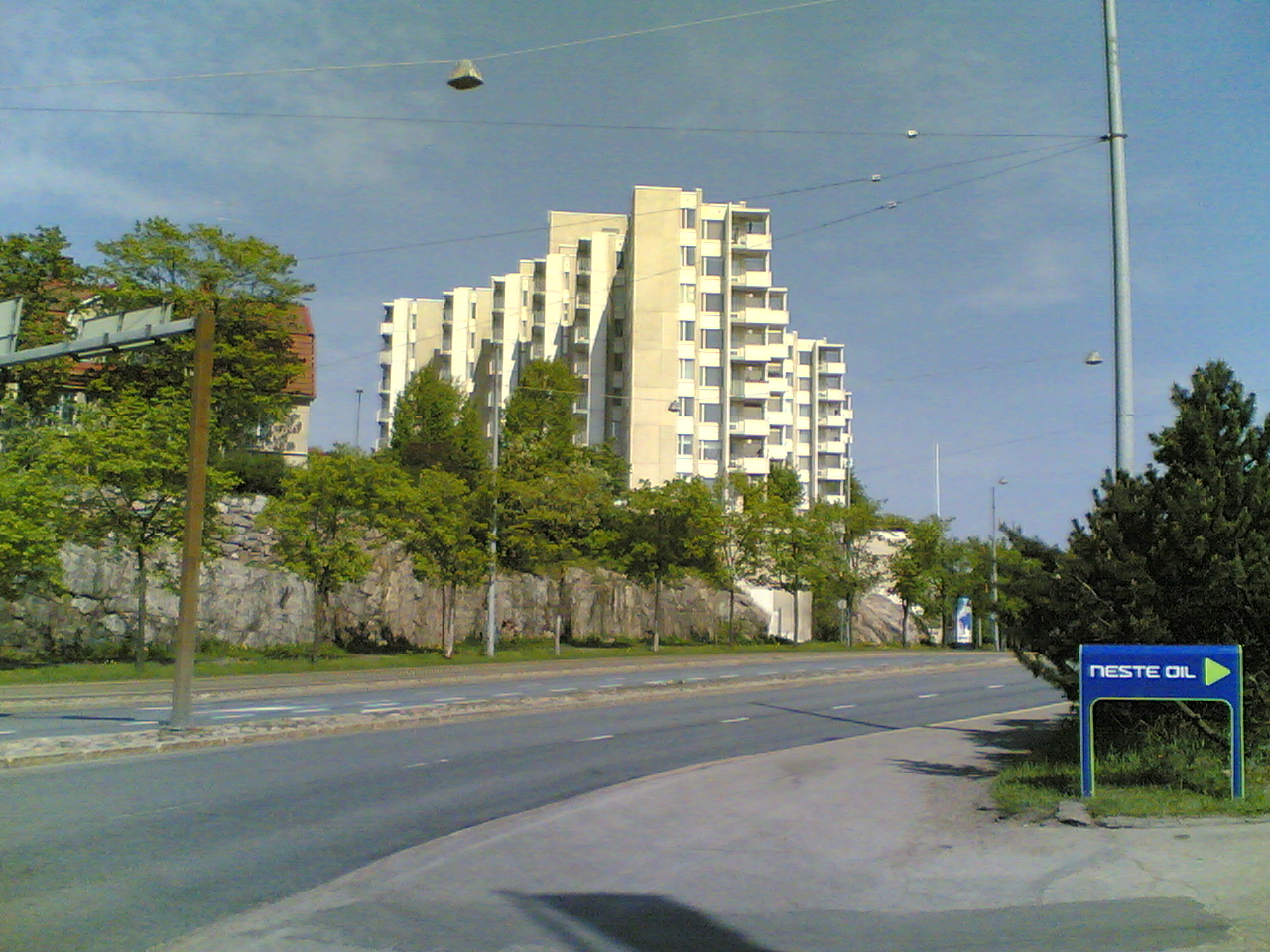
Veturitie.
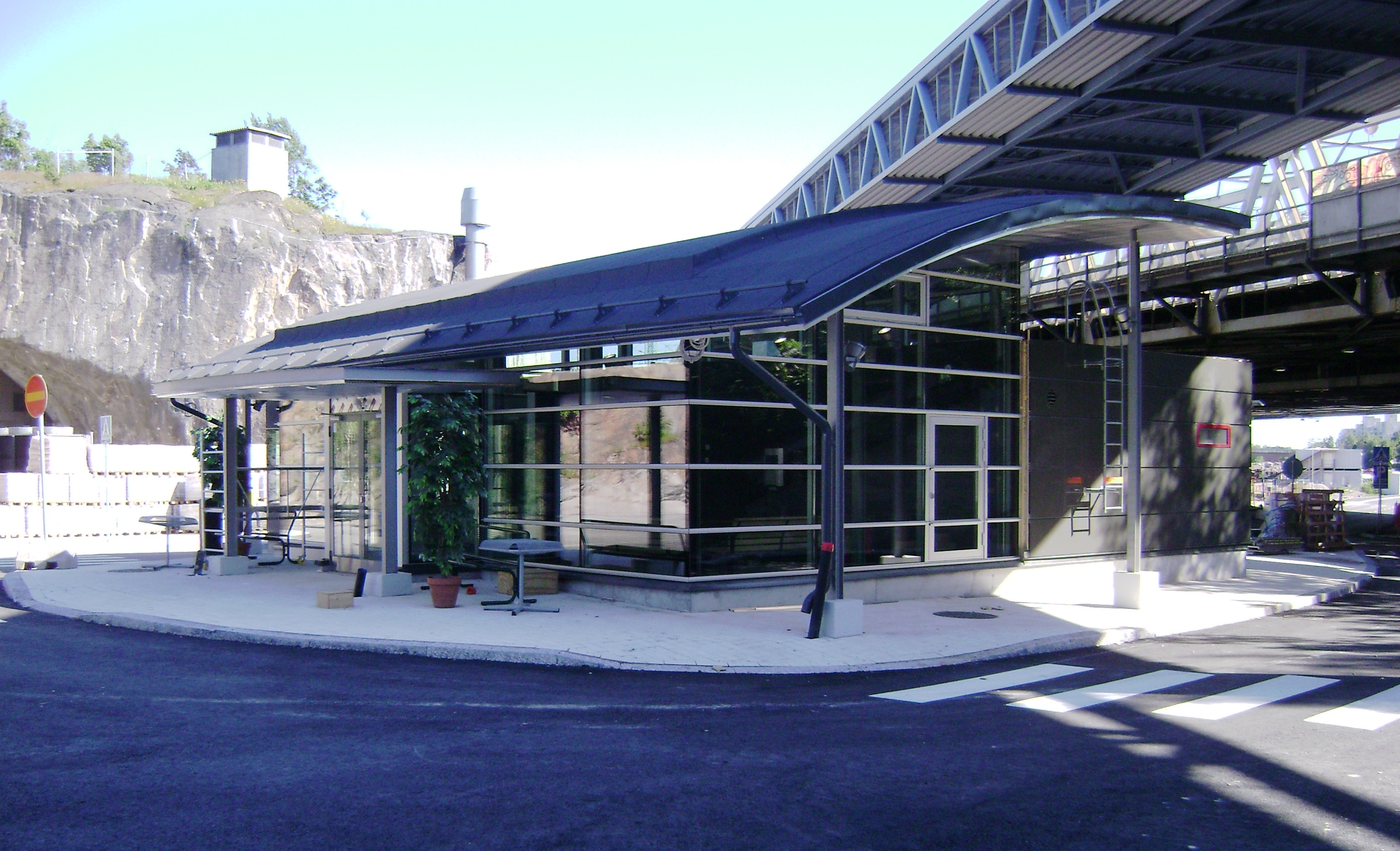
Gare d'auto-train de Pasila.
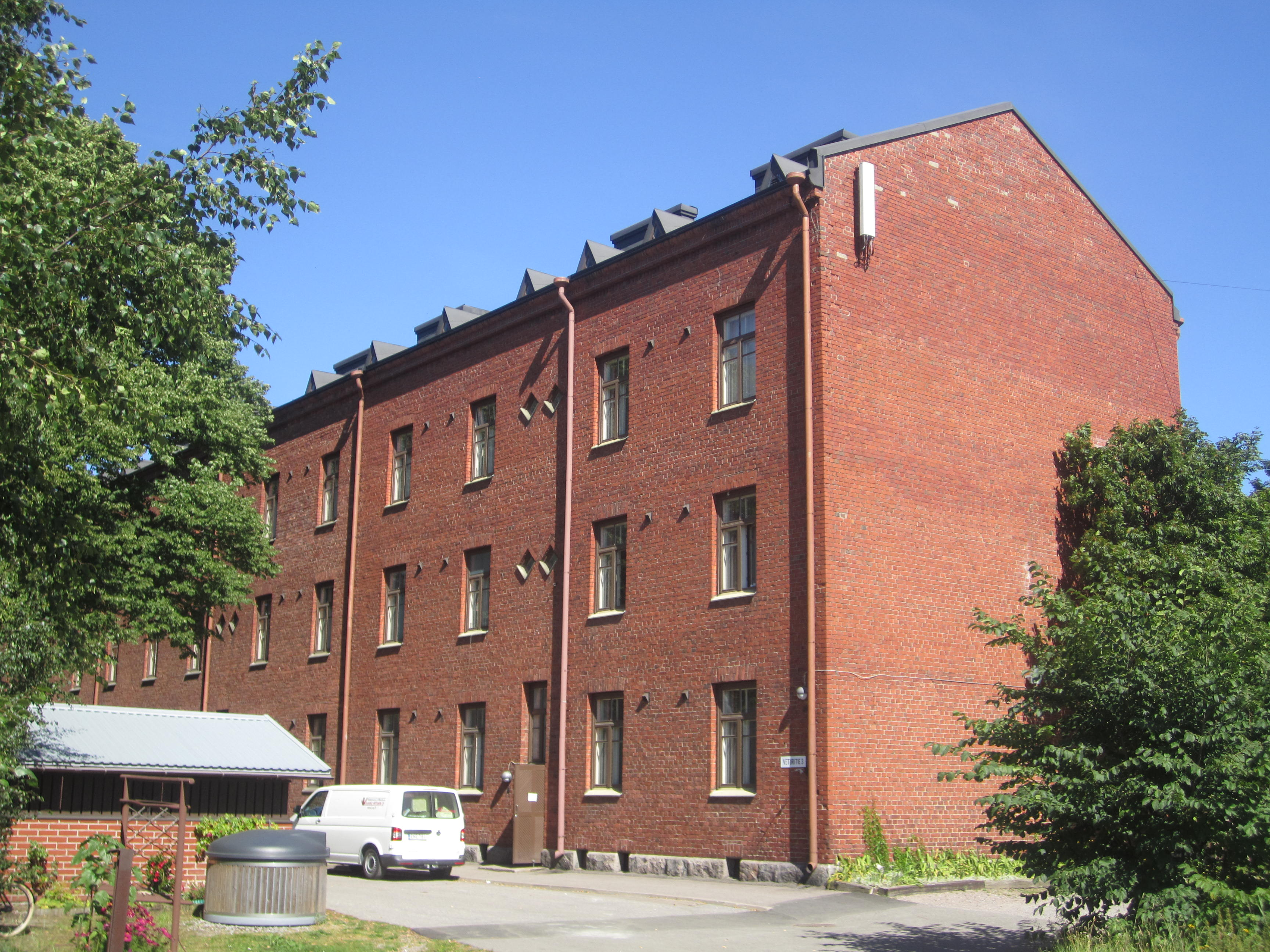
Toralinna.
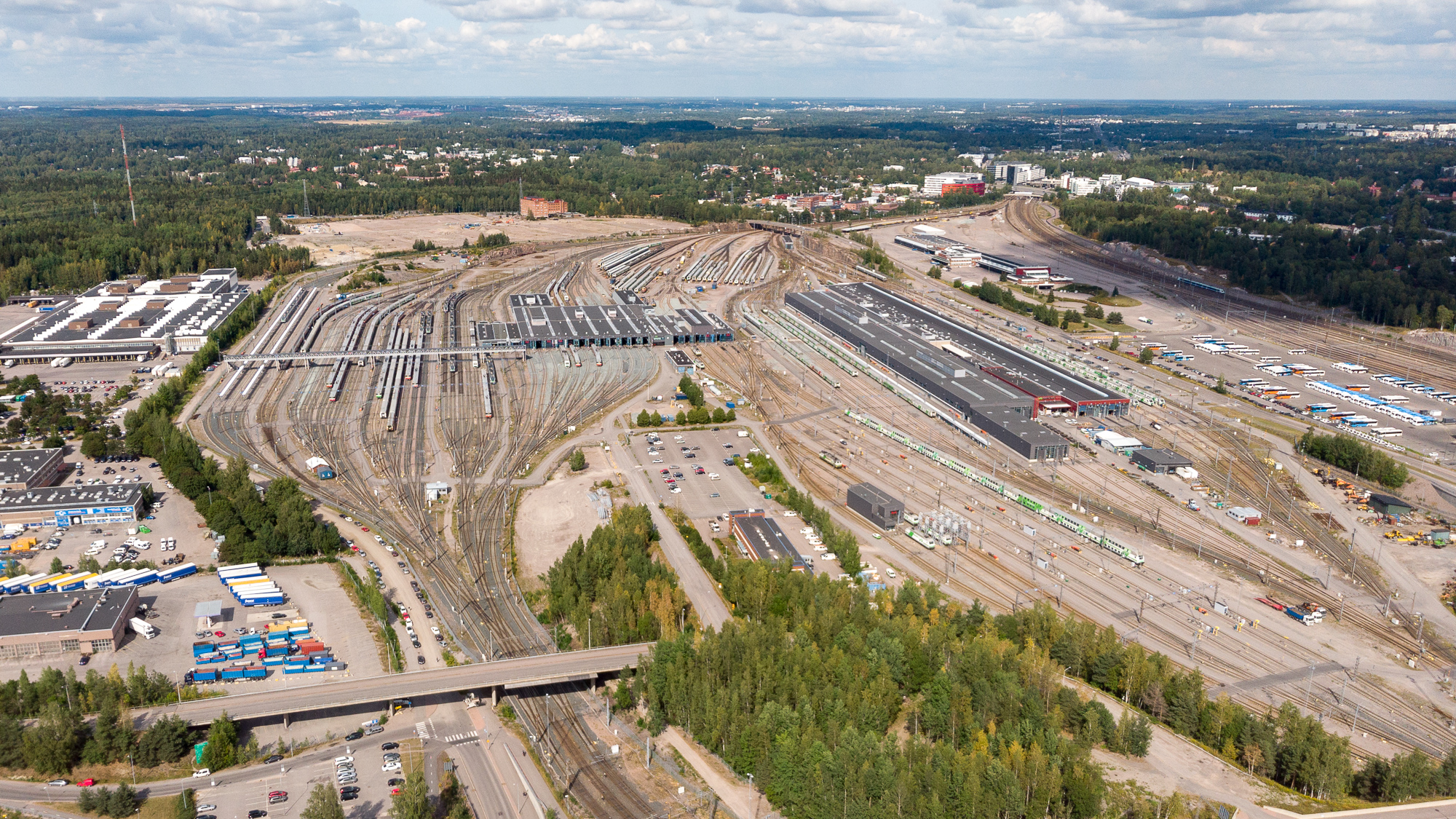
Dépôt d'Ilmala.
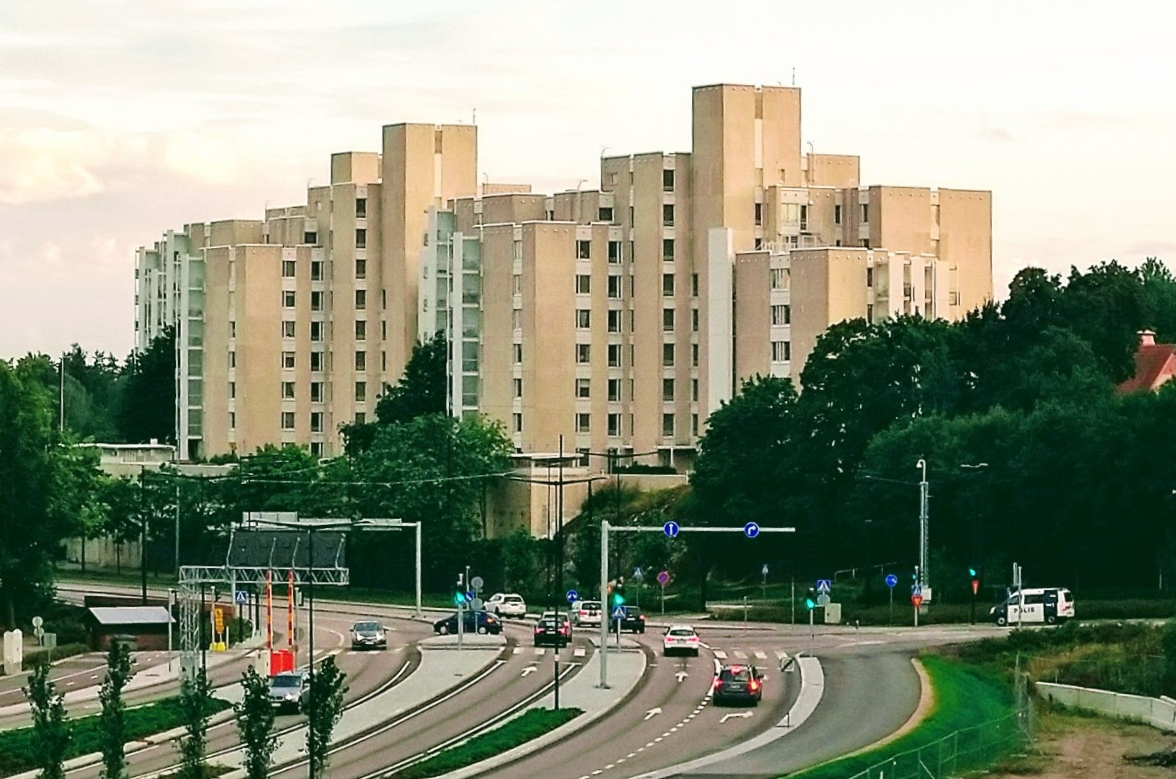
Auroranlinna.